# 4 Гончих Псов
4 Гончих Псов (лат. 4 Canum Venaticorum), AI Гончих Псов (лат. AI Canum Venaticorum), HD 107904 — тройная звезда в созвездии Гончих Псов на расстоянии приблизительно 452 световых лет (около 139 парсек) от Солнца. Визуальная звёздная величина звезды — от +6,15m до +5,89m.
Открыта Д. Г. П. Джонсом и К. М. Хэслэмом в 1966 году.

## Характеристики
Первый компонент — жёлто-белая пульсирующая переменная звезда типа Дельты Щита (DSCT) спектрального класса F0, или F3III-IV, или F3IV. Масса — около 2,337 солнечной, радиус — около 5,078 солнечного, светимость — около 52,368 солнечной. Эффективная температура — около 6823 K.
Второй компонент. Орбитальный период — около 124,4 суток.
Третий компонент — коричневый карлик. Масса — около 20,88 юпитерианской. Удалён в среднем на 1,985 а.е..